# 2014 UF224
2014 UF224, também escrito como 2014 UF224, é um objeto transnetuniano que está localizado no Cinturão de Kuiper, uma região do Sistema Solar. Ele possui uma magnitude absoluta de 7,3.

## Descoberta
2014 UF224 foi descoberto no dia 26 de outubro de 2014, pelo The Dark Energy Survey.

## Órbita
A órbita de 2014 UF224 tem uma excentricidade de 0,173 e possui um semieixo maior de 46,395 UA. O seu periélio leva o mesmo a uma distância de 38,374 UA em relação ao Sol e seu afélio a 54,416 UA.